# Cal Tapiró
Cal Tapiró és un edifici modernista protegit com a bé cultural d'interès local del municipi de Reus (Baix Camp) i inclòs a l'Inventari del Patrimoni Arquitectònic de Catalunya.

## Descripció
És un edifici entre mitgeres de planta baixa i tres pisos, que presenta una entrada amb escala a planta baixa i dues obertures per planta que imiten finestres geminades. La resta de la façana presenta un estucat que imita un aparell de carreus regulars. La decoració apareix concentrada en uns frisos de relleus escultòrics amb motius vegetals i florals, situats al nivell dels dentells dels balcons, que formen les baranes.

## Història
Edifici construït per Francesc Batlle Amprés per a Francesc Tapiró i Baró, germà del pintor Josep Tapiró, que va néixer en aquesta casa.